# ウィタヤーコーン・チエンクーン
ウィタヤーコーン・チエンクーン（วิทยากร เชียงกูล,
1946年11月28日 - ）はタイの詩人、作家。サラブリー県出身。

## 略歴
ウィタヤーコーンは、1946年11月28日サラブリー県バーンモー郡に生まれる。1969年タンマサート大学経済学部を卒業後、オランダデン・ハーグに留学、社会学修士号取得。その後、タイワッタナー出版社に就職し、編集を行いながら執筆を続ける。1971年処女作品作『だから私はその意味を求める』を発表。進歩的知識人、学生からの共感を集め、「新世代」の代表作家の一人となる。1973年バンコク銀行に入社し、同行経済調査センターに勤務。1978年パンヤー・ワータムの名で小林多喜二『蟹工船』をタイ語に翻訳し紹介。チェンマイ大学社会学部専任教官などの教職を経て、現在、ランシット大学社会学研究センター準教授。また同センターの「タイ人の読むべき良書100冊」（รายชื่อหนังสือดี 100 เล่ม ที่คนไทยควรอ่าน）編纂事業の責任者でもある。1998年、シーブーラパー賞を受賞。

## 作品

### 小説
- 『春は来なければならぬ』1979年

### 評論
- 『われわれはどこに行くのか』1973年
- 『教育に関する新見解』1978年

### 作品集
- 『だから私はその意味を求める』1971年

### 翻訳
- 小林多喜二『蟹工船』1979年

### 邦訳
- 岩城雄次郎訳註 『タイ国短編小説選』大学書林 1983年
  - 『いつもと違った日』
- 岩城雄次郎編訳 「ウィッタヤーコーン・チエンクーン」『タイ現代詩選‐アジアの現代文芸[タイ]⑧』財団法人大同生命国際文化基金 1994年 p.83－98。以下収録5篇
  - 『成り行き』1967年
  - 『だってぼくは、人を食う人の社会に住んでいるから』未詳
  - 『大学蛮歌』1968年
  - 『戦争の理由』1968年
  - 『自然のうた』1968年
- 吉岡みね子編訳・タイ国言語・図書協会編『ナーンラム―タイ作家・詩人選集―アジアの現代文芸[タイ]⑥』財団法人大同生命国際文化基金 1990年 p.339-343。短編3篇（『だから私はその意味を求める』（1971）に全篇収録）
  - 『どうして知りえるか？』1968年
  - 『二通の手紙』1971年
  - 『パーティー』1971年